# Medaglia militare d'onore per la ribellione dei Boxer
La medaglia militare d'onore per la ribellione dei Boxer o Medaglia militare Meiji 33º anno (明治三十三年従軍記章?, Meiji sanjūsan nen jūgun kishō) è una delle Medaglie militari d'onore (従軍記章?, jūgun kishō) dell'Impero giapponese, fu istituita per commemorare la partecipazione alla repressione della Ribellione dei Boxer.

## Contesto storico
Nel 1900, il governo giapponese inviò una divisione di fanteria ad unirsi alla spedizione di soccorso alleata per liberare gli stranieri assediati a Pechino, fu il maggior contributo al corpo di spedizione alleato

## Istituzione
Il premio fu istituito con l'Editto Imperiale n. 142 del 21 aprile 1902, a carattere commemorativo, per coloro che avevano partecipato alla spedizione di soccorso alle legazioni di Pechino durante la Ribellione dei Boxer.

## Conferimenti
La medaglia era destinata al personale delle forze armate che aveva prestato servizio attivo sia in Giappone che in Cina tra l'11 giugno e il novembre del 1900.
Fu assegnata a 9.000 ufficiali e uomini, per lo più della V divisione dell'esercito imperiale giapponese; questo la rende la più rara delle medaglie di campagna giapponesi.
Teoricamente avrebbe dovuto essere assegnata anche agli stranieri, ma non è stato registrato alcun caso della specie.

## Insegne

### Medaglia
La medaglia è costituita da un disco in bronzo ramato del diametro di 30,3 mm e reca:
sul dritto
al centro la scritta "medaglia militare" su due linee verticali, in basso una fenice, in alto l'emblema del crisantemo;
sul rovescio
al centro, in 11 caratteri su due linee orizzontali, la scritta "Grande Impero giapponese" e sotto la data "Meiji 33" cioè il 33º anno di regno dell'imperatore Meiji, corrispondente al 1900;
appiccagnolo
grande ed elaborato costituito da due volute e una barretta che reca la scritta "Incidente in Cina" in quattro caratteri.

### Nastro
di seta marezzata largo circa 37 mm, con bordi verdi di 2 mm e tre strisce bianche da 7 mm separate da due strisce verdi da 6 mm. 
I nastri sostitutivi successivi erano spesso di seta non marezzata.